# Isao Homma
Isao Homma (jap. 本間 勲, Homma Isao; * 19. April 1981 in der Präfektur Niigata, Japan) ist ein japanischer Fußballspieler (Mittelfeld).

## Karriere
Seine Jugendjahre verbrachte Isao Homma bei der städtischen Narashino-Oberschule. Seit dem Jahr 2000 spielt Isao für Albirex Niigata. Das erste Spiel für Albirex Niigata spielte Isao am 4. Mai 2000 der damalige Gegner war Mito Hollyhock. In seiner ersten Saison für Albirex Niigata absolvierte Isao 29 Spiele und erzielte dabei 3 Tore.